# Erythroneura elegantula
Erythroneura elegantula är en insektsart som beskrevs av Henry Fairfield Osborn 1928. Erythroneura elegantula ingår i släktet Erythroneura och familjen dvärgstritar. Inga underarter finns listade i Catalogue of Life.